# Урочище «Стрілки»
Уро́чище «Стрі́лки» — гідрологічний заказник місцевого значення в Україні. Об'єкт природно-заповідного фонду Рівненської області. 
Розташований у межах Дубенський району Рівненської області, біля села Плоска. 
Площа 35 га. Статус надано згідно з рішенням облвиконкому від 22.11.1983 року № 343 (зміни згідно з рішенням облвиконкому від 18.06.1991 року № 98). Перебуває у віданні Плосківської сільської ради. 
Статус надано з метою збереження природного комплексу в заболоченій правобережній частині долини річки Іква (притока Стиру). 